# Allgemeine Zeitung (Mayence)
Pour les articles homonymes, voir Allgemeine Zeitung.
Allgemeine Zeitung est un journal quotidien allemand local diffusé à Mayence et ses alentours, dans le Land de Rhénanie-Palatinat.

## Histoire
La fondation de l’Allgemeine Zeitung date en 1850 avec le Täglichen Straßenanzeiger. Il reste un journal d'annonces pendant trois ans jusqu'à ce qu'un concept éditorial se développe lentement avec une section politique, économique, de feuilletons et une section locale et est rebaptisé Mainzer Anzeiger en 1854. Après la fin de la Première Guerre mondiale en 1918, l’Anzeiger gagne en importance et s'impose comme quotidien dans l'Allemagne occupée. Il devient le journal le plus lu dans l'État populaire de Hesse, le Maingau et le Rheingau. Lorsque de grandes parties du centre-ville de Mayence sont détruites par les bombardements du 27 février 1945, il ne reste plus grand-chose de la maison d'édition dans la Große Bleiche (de). Le Mainzer Anzeiger paraît pour la dernière fois le 19 mars 1945. Parfois, il servait auparavant d'organe du NSDAP et avait peu de points communs avec le journal traditionnel fondé en 1850.
D'anciens collaborateurs de l'édition fondèrent le Neuer Mainzer Anzeiger à l'automne 1945, notamment Erich Dombrowski (de) qui est recruté comme rédacteur en chef du nouveau quotidien. En mai 1947, le titre du journal est à nouveau changé en Allgemeine Zeitung. La même année, une coopération avec le Wormser Zeitung est conclue. Certains éditeurs sont cofondateurs du Frankfurter Allgemeine Zeitung, publié pour la première fois en 1949.